# Вечорниці плакучі
Вечорниці плакучі (Hesperis tristis) — вид трав'янистих рослин родини капустяні (Brassicaceae), поширений у Східній і Центральній Європі. Етимологія: лат. tristis — «понурий»

## Опис
Дворічник, 30–45 см. Пелюстки брудно-жовті або жовтувато-бурі, з фіолетовими жилками. Стручки віддалені від стебла, сплюснуто-4-гранні 8–18 см завдовжки, на потовщених плодоніжках, 20–30 см завдовжки. Рослина відстовбурчено-шорстка. Стебло на верхівці гіллясте.
Квіти запашні, цвітуть з квітня по травень. Запилення здійснюється молями (Heterocera).

## Поширення
Європа: Австрія, Ліхтенштейн, Болгарія, Чехія, Угорщина, Македонія, Сербія, Молдова, Російська Федерація, Румунія, Словаччина, європейська частина Туреччини, Україна; введено: Німеччина, Швеція.
В Україні зростає серед чагарників, на степах, на відслоненнях крейди і вапняків — на півдні Лісостепу, в Степу і Криму, на Лівобережному Поліссі (Чернігівська обл., м. Козелець), рідко.

## Галерея

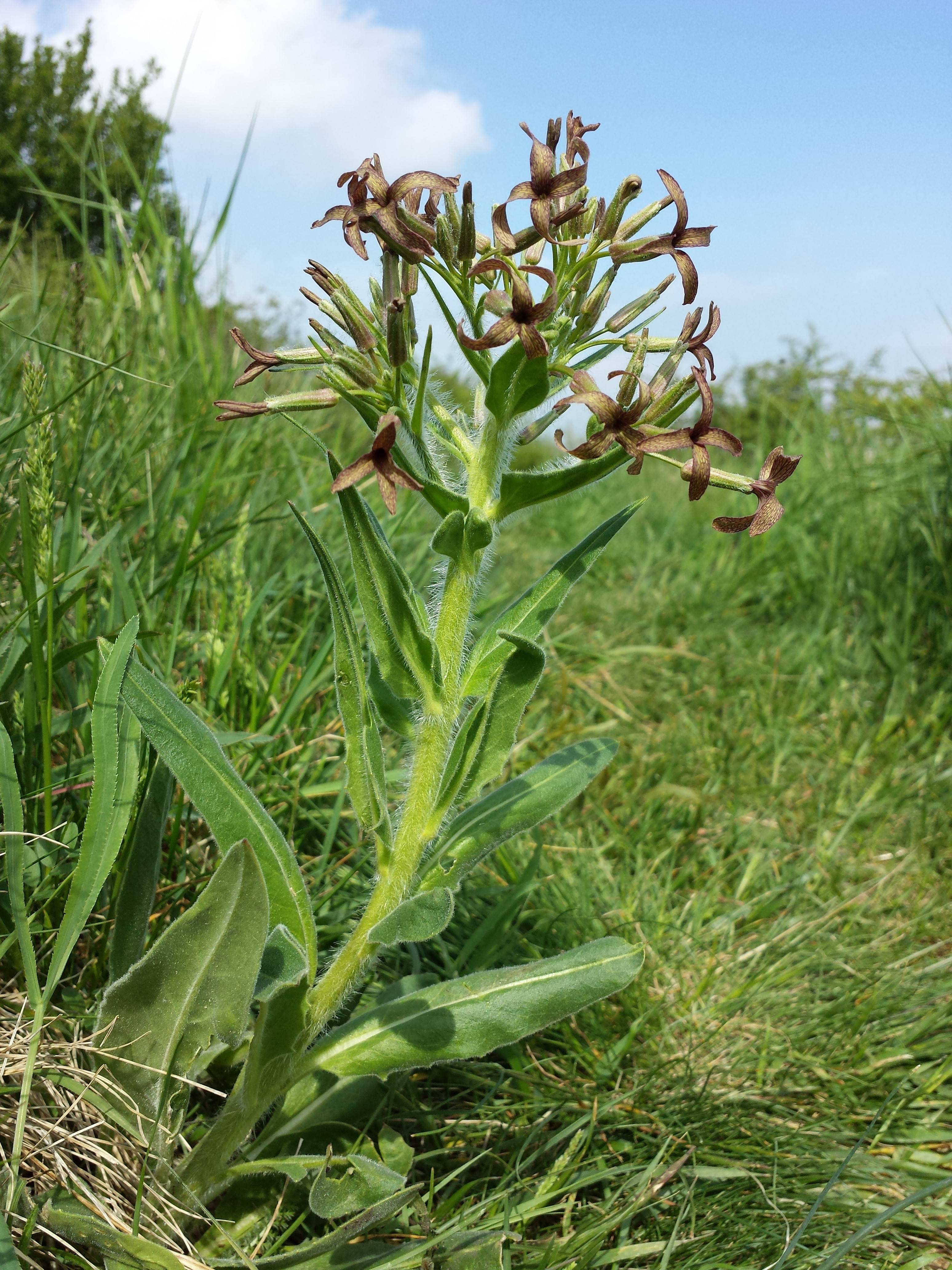
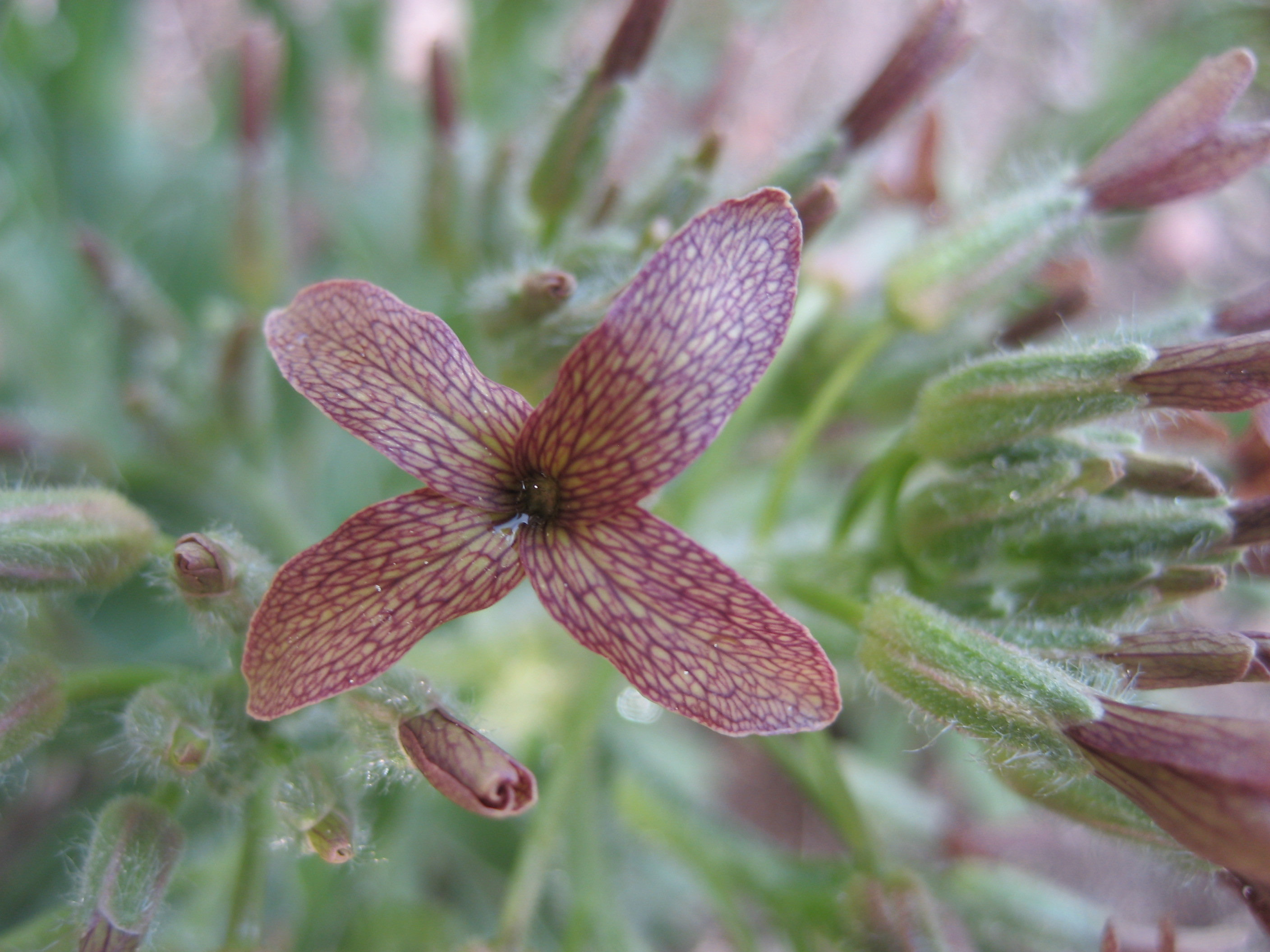